# Liptovské Beharovce
Liptovské Beharovce é um município da Eslováquia, situado no distrito de Liptovský Mikuláš, na região de Žilina. Tem 1,99 km² de área e sua população em 2018 foi estimada em 78 habitantes.

## Demografia
| Ano:        | 1994 | 2004    | 2014    | 2024    |
| ----------- | ---- | ------- | ------- | ------- |
| Broj ljudi: | 52   | 59      | 71      | 90      |
| Razlika:    |      | +13,46% | +20,33% | +26,76% |

| Ano:               | 2023 | 2024   |
| ------------------ | ---- | ------ |
| Número de pessoas: | 84   | 90     |
| Diferença:         |      | +7,14% |